# Ramon Clay
Ramon Clay (* 29. Juni 1975 in Memphis, Tennessee) ist ein ehemaliger US-amerikanischer Sprinter.
1994 gewann er Silber bei den Leichtathletik-Juniorenweltmeisterschaften in Lissabon über 400 m. 1998 wurde er US-Hallenmeister über 200 m.
2010 wurde der Athlet, der vom in die BALCO-Affäre verwickelten Trainer Trevor Graham betreut wurde, wegen des Besitzes und der Verwendung von Dopingsubstanzen in den Jahren von 2000 bis 2004 für zwei Jahre gesperrt. Alle seine Ergebnisse seit dem 1. Januar 2000 wurden annulliert. Dazu zählten seine Teilnahme an den Leichtathletik-Weltmeisterschaften 2001 in Edmonton, wo er über 200 m das Viertelfinale erreichte, ein vierter Platz über 200 m beim Leichtathletik-Weltcup 2002 in Madrid und sein US-Meistertitel über diese Distanz aus demselben Jahr.
Ramon Clay ist mit der Sprinterin Julian Clay verheiratet.

## Persönliche Bestzeiten
- 200 m: 20,06 s, 7. Mai 1998, Doha
  - Halle: 20,42 s, 28. Februar 1998, Atlanta
- 400 m: 45,48 s, 20. Mai 1995, Odessa
  - Halle: 47,09 s, 7. Februar 1999, Stuttgart